# La Mer (Boulanger)
Pour les articles homonymes, voir La Mer.
La Mer est une mélodie pour voix et piano de Nadia Boulanger composée en 1910 sur un poème de Paul Verlaine.

## Présentation
La Mer est composé en 1910. La mélodie, pour voix et piano, est écrite sur un poème de Paul Verlaine extrait de Sagesse (Paris, Société générale de librairie catholique, 1881).
L'incipit de l'œuvre est : « La mer est plus belle que les cathédrales ».
Le manuscrit autographe de la mélodie est conservé à la Fondation internationale Nadia et Lili Boulanger. Il porte à la fin la date « 29 décembre 1910 ».

## Création et édition
La Mer est créé le 9 décembre 1910 à Paris, salle Hoche, par Rodolphe Plamondon (chant) et Nadia Boulanger (piano), joué avec Heures ternes, Larme solitaire, Prière et Cantique.
La partition existe sous forme d'une épreuve corrigée, conservée à la Médiathèque Nadia-Boulanger du CNSMDL, qui porte le cotage J.6807.H. (Paris, J. Hamelle), et le cachet de l'imprimeur E. Delanchy daté du 9 décembre 1910, mais aucun exemplaire définitif n'a été retrouvé. Avec le déclenchement de la Première Guerre mondiale, l'édition de la partition est restée en suspens, jusqu'à une publication par Alphonse Leduc en 2017 au sein du recueil Mélodies pour voix moyenne, vol. 2 (AL 30 752).

## Commentaires
La Mer est d'une durée moyenne d'exécution de trois minutes environ.
La musicienne et musicologue Anne de Fornel relève que Nadia Boulanger « veille [...] à respecter la structure formelle des poèmes, tout en parvenant à embrasser musicalement leur essence : l'état suspensif de Soleils couchants (1905) et l'ondulation régulière de La Mer (1910) sur des poèmes de Verlaine en sont des exemples saillants ».
Dans le catalogue des œuvres de la compositrice établi par la musicologue Alexandra Laederich, la pièce porte le numéro NB 42.

## Discographie
- Mademoiselle - Première Audience : Unknown Music of Nadia Boulanger, Nicole Cabell (soprano) et Lucy Mauro (piano), Delos DE 3496, 2 CD, 2017[6] — premier enregistrement mondial.
- Lili & Nadia Boulanger : mélodies, Cyrille Dubois (ténor) et Tristan Raës (piano), Aparté, 2020[7].
- Les heures claires : The Complete Songs : Nadia & Lili Boulanger, Lucile Richardot (mezzo-soprano) et Anne de Fornel (piano), Harmonia Mundi HMM 902356.58, 3 CD, 2023[8].